# 久谷車站
久谷車站（日语：／ Kutani eki */?）是由西日本旅客鐵道（JR西日本）所經營的鐵路車站，位於日本兵庫縣美方郡新溫泉町。本站是JR西日本山陰本線沿線的無人車站，位於近畿統括本部的管轄範圍内。

## 車站結構

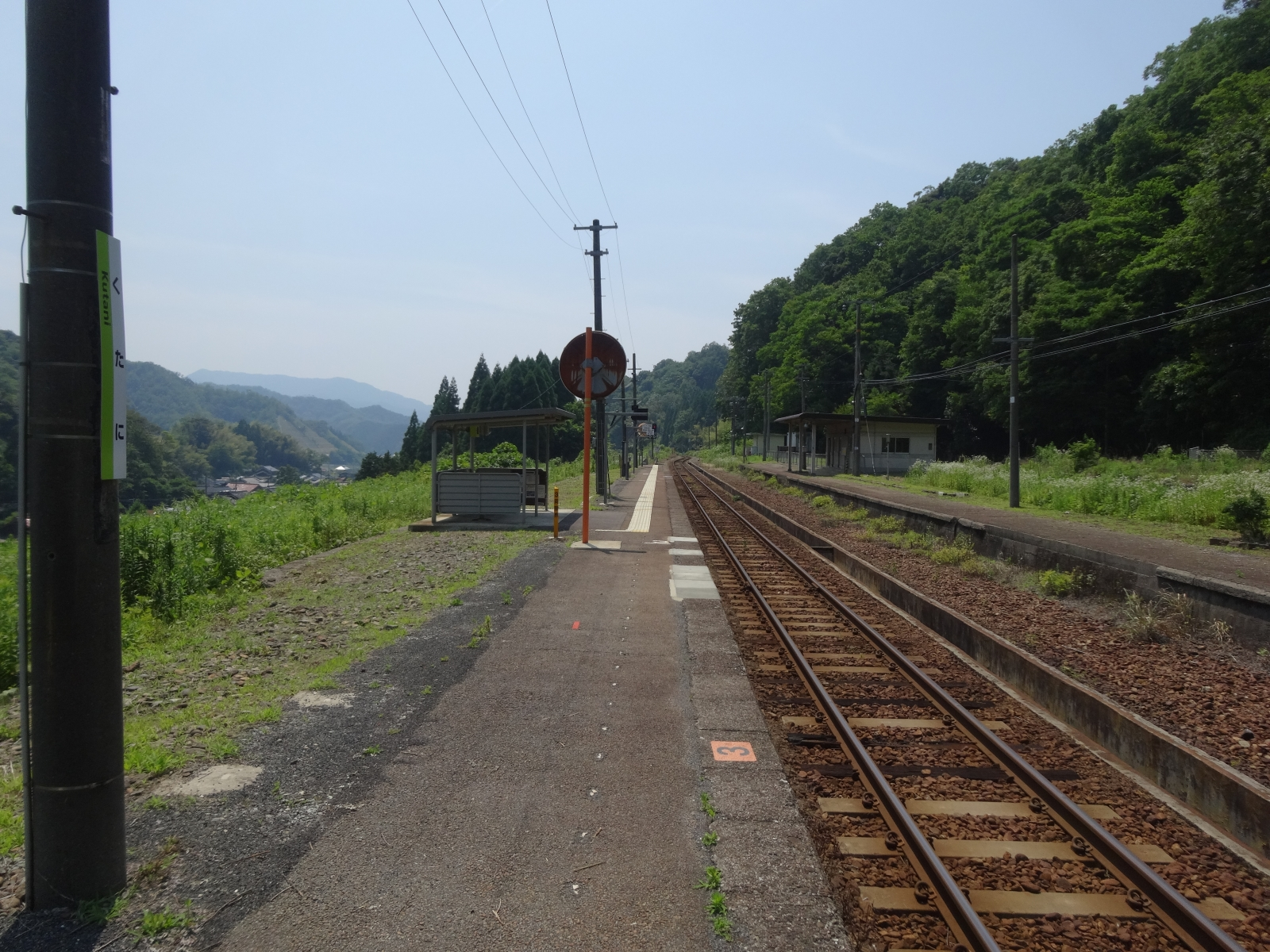
月台（2018年6月）

本站為側式月台1面1線的地面車站。

## 相鄰車站
西日本旅客鐵道
 山陰本線
■快速
通過
■普通
餘部－久谷－濱坂